# سرية عمرو بن العاص (ذات السلاسل)
سرية عمرو بن العاص إلى ذات السلاسل، وهى من وراء وادى القرى سميت بماء بأرض جذام يقال له السلسل، وقال السهيلي ذات السلاسل بضم السين الأولى وكسر السين الثانية ماء بأرض جذام به سميت الغزاة. والمسافة بين ذات السلاسل والمدينة المنورة عشرة أيام وكانت في شهر جمادى الآخرة سنة 8 هـ. قال ابن حجر العسقلاني: «قيل سميت ذات السلاسل؛ لأن المشركين ارتبط بعضهم إلى بعض مخافة أن يفروا، وقيل لأن بها ماء يقال له السلسل».

## مجريات السرية
بلغ النبي أن جمعًا من قبيلة قضاعة يريدون غزو أطراف المدينة وحِلفها، فأمر النبي عمرو بن العاص أن يخرج إليهم في جمادي الآخرة سنة 8 هـ الموافق 629م، وعقد له لواءً أبيضًا وجعل معه راية سوداء وبعثه في ثلاثمائة من سراة المهاجرين والأنصار ومعه ثلاثون فرسًا، وأمره أن يستعين بمن يمر به من قبائل بلي وعذرة وبلقين، ولمَّا قرب عمرو من القوم؛ بلغه أن عددهم كبير، فبعث رافع بن مكيث إلى النبي يطلب منه المدد، فقام النبي محمد بإمداده بمائتين من المهاجرين والأنصار برئاسة أبي عبيدة بن الجراح وعقد له لواء وفيهم أبو بكر وعمر، وأمره أن يلحق بعمرو وأن يكونا جميعًا ولا يختلفا، فلحق بعمرو فأراد أبو عبيدة أن يؤم الناس للصلاة، فقال عمرو: «إنما قدمت عَلَيَّ مددًا وأنا الأمير»، وأصر عمرو أن يبقى رئيسا على الجميع فقبل أبو عبيدة.
سار عمرو بالسرية حتى دخل بلاد بلي ودوخها حتى أتى إلى أقصى بلادهم وبلاد عذرة وبلقين، حتى نزلوا ذات السلاسل؛ وهي وراء وادي القرى وبينها وبين المدينة عشرة أيام. وتقاتلا فهرب مقاتلو قضاعة، وتفرقوا، وبعث عوف بن مالك بريدًا إلى النبي يخبره بانتصارهم. وعندما هرب جيش قضاعة أراد بعض المسلمين ملاحقتهم، فرفض عمرو ذلك، ثم أراد بعض المسلمين أن يوقدوا نارا للتدفئة، فرفض عمرو أيضًا، فلمَّا عادوا اشتكوا للنبي، وقد برر هذا الموقف بعد ذلك النبي محمد حين سأله أنه قال: «كرهت أن يتبعوهم فيكون لهم مدد فيعطفوا عليهم، وكرهت أن يوقدوا نارا فيرى عدوهم قلتهم»، فحمد النبي محمد ما فعل.